# Francisca Joana de Lacerda Castelo Branco
Francisca Joana de Lacerda Castelo Branco, primeira e única viscondessa com grandeza e marquesa de Taquaí (? — Rio de Janeiro, 3 de maio de 1831), foi dama do paço da imperatriz D. Leopoldina.
Feita viscondessa com grandeza por decreto de 12 de outubro de ano desconhecido e marquesa por decreto de 12 de outubro de 1826. Algumas obras a citam como marquesa de "Taguaí".
É uma das três únicas mulheres a serem tituladas marquesas no Brasil com registro no Arquivo nobiliárquico brasileiro, ao lado de Domitila de Castro Canto e Melo, marquesa de Santos, e de Maria Romana Bernardes da Rocha, marquesa de Itamarati.